# Patrice: The Movie
Patrice: The Movie ist ein US-amerikanischer Dokumentarfilm von Ted Passon aus dem Jahr 2024.

## Inhalt
Patrice und Gary sind ein Paar und wollen heiraten. Doch falls sie zusammenziehen sollten, würden ihre Leistungen gestrichen. Als noch Patrices Van kaputtgeht, wendet sie sich an Freunde. Gemeinsam kämpfen sie gegen ungerechte Gesetze und mehr Gleichstellung.

## Produktion
Der Film feierte im September 2024 auf dem Toronto International Film Festival Premiere und wurde mehrfach ausgezeichnet. So erhielt er beim DOK.fest München 2025 den All inclusive Preis. Die Jury betonte, dass Inklusion im professionellen Filmschaffen möglich sei und dass die Professionalität von Filmschaffenden mit Behinderungen keinesfalls infrage stehe.

## Rezeption
Lisa Kennedy für Variety: „Der Charme von Patrice: The Movie hat viele Reize – was nicht heißt, dass dieser originelle, warmherzige Dokumentarfilm unter der Regie von Ted Passon nicht auch wütend machen kann. Ein Großteil des Ärgers gilt der Hauptdarstellerin Patrice Jetter und Garry Wickham, ihrem Verlobten. Zumindest würden sie sich engagieren, wenn das staatliche Sozialhilfeprogramm (Supplemental Security Income, SSI) den aktuellen Stand der Dinge widerspiegeln würde, wenn es um das Leben – und die Liebe – von Menschen mit Behinderungen geht.“
Andrea Thompson für Chicago Reader: „Patrice glänzt sogar so sehr, dass Passons Abwesenheit auf dem Bildschirm kaum auffällt. Sein beobachtender Ansatz wirkt Wunder, aber der Kontext fehlt. Wie der Regisseur in die Geschichte hineingezogen wurde und sie mitgestaltet hat, ist ein Rätsel, das vielleicht aufgeklärt werden sollte, aber dennoch: Patrice: The Movie hinterlässt das Publikum schlauer, weil es ihn gesehen hat.“

## Auszeichnungen
- 2024: Camden International Film Festival in der Kategorie Bester Dokumentarfilm
- 2025: Cinema Eye Honors Award für Patrice Jetter
- 2025: Independent-Spirit-Award-Nominierung in der Kategorie Bester Dokumentarfilm
- 2025: All inclusive Award des DOK.fest München für Ted Passon, Patrice Jetter und Kyla Harris